# ステラ・レノックス
ステラ・メイ・ハリエット・レノックス（Stella Mae Harriett Lennox、1908年1月31日 - 2020年12月6日）は、アメリカのスーパーセンテナリアン。アメリカ・イリノイ州在住だった長寿の女性。ノースダコタ州出身。

## 略歴
1908年、アネタに6人兄弟の長女として生まれる。親はノルウェーとスウェーデンの血をひいていた。父親はアネタ周辺で最初の自動車販売店を開き、一時は町長にさえなっていた。家族も周辺で初めてラジオを入手し、夜には周辺の人々にラジオを聞かせたという。10代の頃にノースダコタ州の聖路加病院で3年間の看護師養成を受け、その後は銀行の窓口係として働いた。しかしその銀行に来ていた人々はステラが看護師であるとは知らなかったため、看護師であることが知られた瞬間に銀行を訪ね、医学的なアドバイスを求める人が急増したという。時に田舎に呼び出され、出産までを1人で手助けすることもあったという。
その後はイリノイ州シカゴに移住して、そこで夫と出会う。1932年6月19日に結婚し、ウィリア、ジェリーの2人の子供を産む。マイケル・リース病院で手術助手の資格を取得した後1942年からはクック郡病院で勤務し、1969年に引退するまで同病院で働き続けた。また、それ以外にも70年間もの間救世軍でボランティアとして働いていた。また、人生でアルコール類を口にしたり、タバコを吸うことは無かったという。
1986年に夫が死去。それ以降もシカゴに住み続けたが、101歳の頃に孫娘と暮らすためにロックフォードに引っ越した。2017年3月6日に電気毛布の発火で自宅が火災の被害に遭ったが、軽いやけどで済む。ステラ本人は、「先週に煙感知器の電池を取り換えていなければおそらく生きていなかった」と言う。2017年10月にイリノイ州のリハビリテーションセンターに引っ越した。
2020年12月6日に死去。死去時、孫7人(そのうち2人はステラ以前に死去)、曽孫16人、玄孫17人に恵まれた。存命中のイリノイ州の最高齢者でもあり、死去後はアリス・トンプソンが引き継いだ。